# Формализам
формализам, естетички и теоријски појам у расправи о умјетностима за опис стваралачког приступа који исказује да су средства важнија од онога што је представљено. У визуелним (ликовним) умјетностима, а нарочито у сликарству и вајарству, то се посебно очитује у вјеровању да су формални квалитети — линија, облик, боја — наиме, начин на који су ова средства употријебљена, довољан разлог за  уважавање једног умјетничког дјела, а сва друга разматрања — иконографска, етичка или друштвена — секундарна или чак потпуно сувишна. Према томе, формализам је теоријска потпора модернистичког концепта умјетност ради умјетности.
Формализам као критички став настао је у Француској као одговор на импресионизам и постимпресионизам (посебно на Сезаново сликарство) који, без ранијег преседана, нагласак стављају на чисто визуелне аспекте сликарског дјела. Године 1890. постимпресионистички сликар и писац о умјетности, Морис Денис, објавио је манифест под насловом Дефиниција новотрадиционализма гдје је нагласио да се естетско задовољство налази на површини слике, а не у њеном предмету (теми). Ово је постало један од најчешћих цитата у историји модерне умјетности:
„Упамтите, да је слика, прије него што постане ратни коњ, нага жена или прича, у суштини равна површина прекривена бојама распоређеним на одређени начин.”— Морис Денис
Идеја да формални квалитети дјела могу имати вриједност независно од функције представљања била је од суштинског значаја за развој апстрактне умјетности, а многи значајни писци и критичари умјетности у 20. вијеку, у суштини су имали формалистичко схватање умјетности. Међу њима Клајв Бел и Роџер Фрај, били су међу водећим британским критичарима у првој половини вијека, а Клемент Гринберг, најутицајнији амерички критичар 1950их и 1960их. 
Усмјеравајући пажњу са онога што је представљено у дјелу на начин на који је представљено, ови критичари су одиграли важну улогу у порасту уважавања различитих врста ненатуралистичке умјетности као што је случај са афричком скулптуром. Бел је сковао један сасвим нејасан термин „значајна форма” да би покушао да изолује оно што је сматрао чиниоцем који покреће наше естетске емоције — заједнички именилац у цијелој визуелној умјетности. Није порицао да постоје и други квалитети у умјетности, али они су, по њему, сасвим споредни. Фрај је био мање експлицитно теоријски настројен у свом приступу, али је његово гледиште било углавном слично, на шта указује наредни одломак, у коме говори о индијској скулптури са великим недостатком познавања и бриге за њен културни и историјски контекст: „Велики дио њихове умјетности, чак и њихова религиозна умјетност, дефинитивно је порнографски, и иако немам моралних предрасуда према том облику изражавања, он генерално омета естетска разматрања уметањем снажног небитног (еротског) интереса који тежи да одврати и умјетника и посматрача од суштинске сврхе умјетничког дјела.”
И док су Фрај и Бел сматрали да је формална вриједност константа у умјетности, Гринберг је своје размишљање повезао са историјским развојем модернизма и моделом умјетничког напретка. Тврдио је да би то довело до тога да се свака умјетничка форма више бави оним што је за њу карактеристично, елиминишући сваки ефекат „који би био позајмљен од … било које друге умјетности”. Тако је у сликарству ово укључивало „наглашавање неизбјежне плошности подлоге (тј. натегнутог платна или панела). … Сама плошност је била јединствена и искључива за ту (сликарску) умјетност … и тако се модернистичко сликарство оријентисало на плошност као ни на шта друго раније”. Апстракција, дакле, није била циљ по себи, већ логичан исход модернизма. Ипак, овакав став га је довео до критичких судова који су тежили да оцрне не само сликовни илузионизам, већ и испољавање било које врсте интересовања за људско у умјетности. На примјер, Пикасо је на удару због „воље за илустративном експресивношћу” показане у слици Три плесачице (1925, Тејт галерија): „слика је погрешна, не само зато што је литерарна … већ зато што театрално постављање и приказивање главе и руку централне фигуре изазива клаћење горње трећине слике”.
Може се тврдити да формализам представља сувише ограничен поглед на функције умјетности. Треба јасно нагласити да формалистички критичари не поричу да се у стварном свијету умјетничка дјела стварају из много различитих разлога: они само тврде да су ти (други) разлози небитни за умјетничку вриједност. У расправи о премодернистичкој умјетности постоји слична дебата. Хајнрих Велфлин, аутор теоријског дјела Класична умјетност (1898), сматрао је да је у сваком дјелу могуће издвојити суштински „умјетнички” елемент, односно његову формалну организацију, и да развој умјетности треба разумјети у терминима низања стилова једних за другим. Супротно, „иконографска” школа историје умјетности, коју је представљао Ервин Панофски, видјела је умјетност првенствено као облик комуникације и настојала је да разумије свако дјело као представу једне идеје. Ни један ни други поменути историчар нису били заинтересовани (ни симпатисали) за  модернистичку умјетност. 
Велики дио умјетности настале 1960их и 1970их се може разумјети као опозиција формализму. Процесна умјетност који је практиковао Роберт Морис је наглашавала процес израде умјетничког дјела, а не покушај постизања једне формалне кохерентности у резултату. Употреба меких, лако савитљивих материјала у случају умјетника као што су Бери Фланаган и Ева Хесе, такође је довела у питање идеју да вриједност умјетничког дјела лежи у његовој специфичној формалној конфигурацији (организацији). 